# Cettia major
El cetia grande (Cettia major) es una especie de ave paseriforme de la familia Cettiidae propia del sur de Asia.

## Distribución
Se encuentra en el Himalaya y las montañas que circundan la meseta tibetana por el este, distribuido por Se la encuentra en los territorios del centro de China, la zona del Himalaya, Nepal y el noreste de la India.
Aunque no se ha estimado su población total, esta es una especie en declinamiento a causa de destrucción de hábitat. Si bien se ha podido determinar que su población se encuentra en disminución, la reducción se está produciendo en forma lenta. Por ello, la IUCN la considera una especie de preocupación menor.